# Кілька інтерв'ю з особистих питань
«Кілька інтерв'ю з особистих питань» — радянський художній фільм 1978 року, драма режисера Лани Гогоберідзе.

## Сюжет
Головна героїня картини Софіко — журналістка в місцевій газеті. Вона пише на гострі соціальні теми, в основному пов'язані з жінками, її робота в постійних роз'їздах, у зустрічах з людьми. Перед її очима миготить низка різних осіб і доль. У родині Софіко не все гаразд. Чоловік Арчіл, стомлений постійною відсутністю дружини і її надмірним захопленням роботою, заводить молоду коханку. Софіко пропонують більш спокійну і дохідну посаду в газеті, не пов'язану з відрядженнями, але вона відмовляється. Арчіл, що завжди скептично ставився до професії дружини і роботі журналіста, засмучений. У родині назріває конфлікт, однак тимчасове примирення виникає після смерті матері Софіко. Фінал картини відкритий. Софіко і Арчіл обговорюють можливе майбутнє і дивляться на підростаючих дітей.

## У ролях
- Софіко Чіаурелі —  Софіко
- Гія Бадрідзе —  Арчіл
- Жанрі Лолашвілі —  фотограф
- Леван Абашидзе —  Сандро
- Лейла Абашидзе —  Нато
- Нана Джорджадзе —  Тамро
- Саломе Канчелі — Маро, друга тітка Софіко
- Кетеван Орахелашвілі —  мама Софіко
- Саломе Алексі-Месхішвілі —  Еко

## Знімальна група
- Режисер — Лана Гогоберідзе
- Сценаристи — Заїра Арсенішвілі, Лана Гогоберідзе, Ерлом Ахвледіані
- Оператор — Нугзар Еркомаїшвілі
- Композитор — Гія Канчелі
- Художник — Крістесіа Лебанідзе